# Stopplaats Wordt-Rheden
Stopplaats Wordt-Rheden (wrh) is een voormalige halte aan de Staatslijn A. De stopplaats Wordt-Rheden was geopend van 1882 tot 1917. Het station lag tussen de huidige stations van Rheden en Velp.